# Ensam är pest
Ensam är pest (engelska: The Lonely Guy) är en amerikansk romantisk komedifilm från 1984 i regi av Arthur Hiller.

## Handling
Larry Hubbard arbetar som gratulationskortsförfattare; han går igenom en period där han har otur i kärlek. I sin förtvivlan skriver han en bok med titeln A Guide for the Lonely Guy, vilket förändrar hans liv.

## Rollista i urval
- Steve Martin - Larry Hubbard
- Charles Grodin - Warren Evans
- Judith Ivey - Iris
- Steve Lawrence - Jack Fenwick
- Robyn Douglass - Danielle
- Merv Griffin - sig själv
- Joyce Brothers - sig själv
- Julie K. Payne - hyresagent
- Roger Robinson - gratulationskortschef
- Nicholas Mele - maître d’
- Loni Anderson - sig själv